# Rainer Springhorn
Rainer Springhorn (* 23. September 1948 in Düsseldorf) ist deutscher Geologe, Paläontologe und ehemaliger Museumsdirektor.

## Leben
Nach dem Abitur am Max-Planck-Gymnasium Düsseldorf 1967 studierte Springhorn Geologie, Paläontologie, Mineralogie, Zoologie und Paläoanthropologie an der Universität Freiburg und der Universität Innsbruck. Für Geländearbeiten in den Schweizer Alpen erhielt er 1972 ein Stipendium des DAAD. 1973 schloss er das Studium mit Diplom in Geologie und Paläontologie ab. Er promovierte 1976 über die „Revision der alttertiären europäischen Amphicyonidae (Carnivora, Mammalia)“ zum Dr. rer. nat.
Nach einer Tätigkeit als wissenschaftlicher Assistent bei Günther Osche am Zoologischen Institut in Freiburg wurde er ab Mai 1977 zum Kustos und stellvertretenden Direktor des Lippischen Landesmuseums ernannt. Von 1981 bis 1982 war er Dozent am Lehrstuhl (Prof. Westphal) für Didaktik der Biologie an der Universität Bielefeld.1983 habilitierte er sich an der Geowissenschaftlichen Fakultät der Universität Freiburg mit der Arbeit „Neue Raubtiere (Mammalia: Creodonta et Carnivora) aus dem Lutetium der Grube Messel (Deutschland)“. Er erhielt gleichzeitig die Lehrerlaubnis für das Fach Paläontologie. Seit 1983 war er nebenberuflich als Privatdozent Lehrbeauftragter an der Universität Freiburg, bis er 1990 zum außerplanmäßigen Professor berufen wurde.
1986 trat er die Nachfolge von Friedrich Hohenschwert als Direktor des Lippischen Landesmuseum an. 1999 wurde Springhorn leitender Museumsdirektor. Diese Funktion übte er bis September 2011 aus. Sein Nachfolger als Direktor des Lippischen Landesmuseums wurde Michael Zelle.
Springhorn war in den Jahren 1982 bis 2011 Mitherausgeber der Lippischen Mitteilungen des Naturwissenschaftlichen und Historischen Vereins für das Land Lippe.

## Auszeichnungen
- 1976: Goedecke-Forschungspreis
- 2006: Kultur-Stern der Woche (Zeitungsgruppe Neue Westfälische Nr. 78, 1./2. April 2006)
- 2011: Ehrenring des Kreises Lippe[3]

## Sonderausstellungen
- 1979: Leben vor 50 Millionen Jahren. Fossilien der Grube Messel (Sammlung Feist)
- 1989: Zum 100. Geburtstag des Künstlers Joachim Utech
- 1991: „Handarbeiten als Dokumente aus dem Leben lippischer Frauen“
- 1992: „Von der Zigarrenbanderole bis zur Phototapete“ (zum 125. Jubiläum der Firma Klingenberg)
- 1997 „Anbruch neuer Zeiten“ (1997)
- 1999 „Afrika – Kult und Vision“
- 2004 „Ozeanien – Kult und Vision“
- 2009 „Mythos – 2000 Jahre Varusschlacht“
- 2010 „175 Jahre in 175 Tagen“ zum 175. Geburtstag des Lippischen Landesmuseums
- 2011 „Ursaurier, Riesenskorpione & Co.“